# Бартоломей фон Дитрихщайн-Холенбург
Бартоломей фон Дитрихщайн-Холенбург (на немски: Bartholomaus Freiherr von Dietrichstein zu Hollenburg; * 7 април 1579; † март 1635, Ханау) е австрийски благородник, фрайхер на Дитрихщайн-Холенбург в Каринтия.

## Произход
Той е син (от 22 деца) на фрайхер Георг фон Дитрихщайн (1526 – 1593) и съпругата му Анна фон Щархемберг (1537 – 1597), дъщеря на Еразмус I 'Стари' фон Щархемберг-Вилдбург (1503 – 1560) и Анна фон Шаунберг (1513 – 1551).
Синът му Гундакер фон Дитрихщайн (1623 – 1690) е издигнат 1656 г. за граф и на 18 април 1684 г. за княз на Дитрихщайн.

## Фамилия
Бартоломей фон Дитрихщайн-Холенбург се жени 1601 г. за фрайин Елизабет Жоел фон Франкинг († 1635, Ханау), наследничка на Ридау, дъщеря на фрайхер Йохан Жоел фон Франкинг († 1605) и Сабина фон Танберг. Те имат 19 деца:
- Готфрид (* септември 1601; † 22 септември 1601)
- Зигмунд Георг (* 5 септември 1602; † ок. 1602)
- Рудолф фон Дитрихщайн-Холенбург (* 14 октомври 1603; † 1649), женен I. за Сузана Маргарет фон Хотцинг, II. за Елизабет фон Ек
- Анна Сабина фон Дитрихщайн (* 26 януари 1605; † 1645), фрайин, омъжена на 5 ноември 1623 г. за граф Гундакар XV фон Щархемберг (* 7 май 1594; † март 1652), син на Райхард фон Щархемберг (1570 – 1613) и фрайин Юлиана фон Рогендорф (1579 – 1633)
- Фридрих (* 17 февруари 1606; † 2 август 1620)
- Мария Елизабет фон Дитрихщайн (* 25 юни 1607; † 1 септември 1662, погребана в Нюрнберг), омъжена на 1 юни 1624 г. в Ридау за Йохан Кевенхюлер (* 30 май 1597, Клагенфурт; † 4 август 1632, Нюрнберг в битка)

- Регина Бенигна (* 11 септември 1608; † 2 януари 1610)
- Кристиан фон Дитрихщайн-Холенбург (* 29 януари 1610; † 31 август 1681, Нюрнберг), граф на Дитрихщайн-Холенбург и Финкенщайн, женен на 13 юли 1636 г. в Нюрнберг за фрайин Мария Елизабет Кевенхюлер фон Айхелберг (* 1608, Клагенфурт; † 13 март 1676, Нюрнберг); имат две дъщери
- Ото Хайнрих фон Дитрихщайн-Холенбург (* 28 февруари 1611; † 1647/1665), женен за Ева Пракседис фон Пуххайм; има двама сина
- Естер (* 18 април 1612; † 28 март 1617)
- Мария Салома (* 18 октомври 1613; † 1683)
- Анна Кристина (* 15 юни 1615; † 13 февруари 1617)
- Лудвиг (* 24 септември 1616; † 18 февруари 1617)
- Франц Кристоф (* 14 март 1618; † 31 януари 1619)
- Ева Регина (* 8 февруари 1620; † 25 май 1623)
- Розина Юлиана (* 14 октомври 1621; † 30 октомври 1634)
- Анна Маргарета (* 13 ноември 1622; † 16 декември 1634)
- Гундакер фон Дитрихщайн (* 9 декември 1623; † 25 януари 1690, Аугсбург), издигнат на граф 1656 г. и на княз на Дитрихщайн на 18 април 1684 г., фрайхер на Холенбург, Финкенщайн и Талберг, рицар на Орден на Златното руно, женен I. 1656 г. за фрайин Елизабет Констанца фон Квестенберг (* ок. 1630; † 17 ноември 1683/1685); II. на 10 февруари 1686 г. за графиня Мария Кристина Траутзон (Траутмансдорф) фон Фалкенщайн (* ок. 1650; † 8 февруари 1719, Виена); няма деца
- Барбара Елизабет (* 6 декември 1625; † 14 юни 1631)